# Kolonisatie van Azië

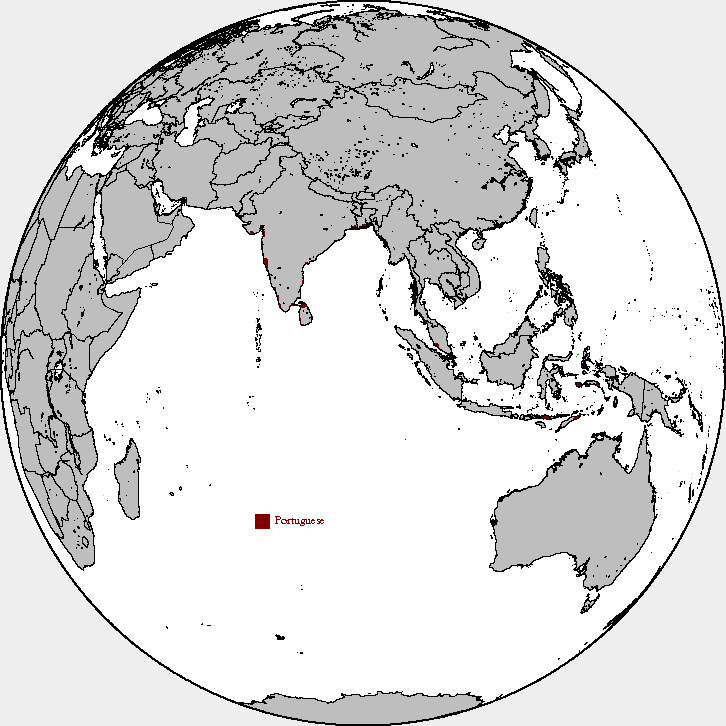
1550

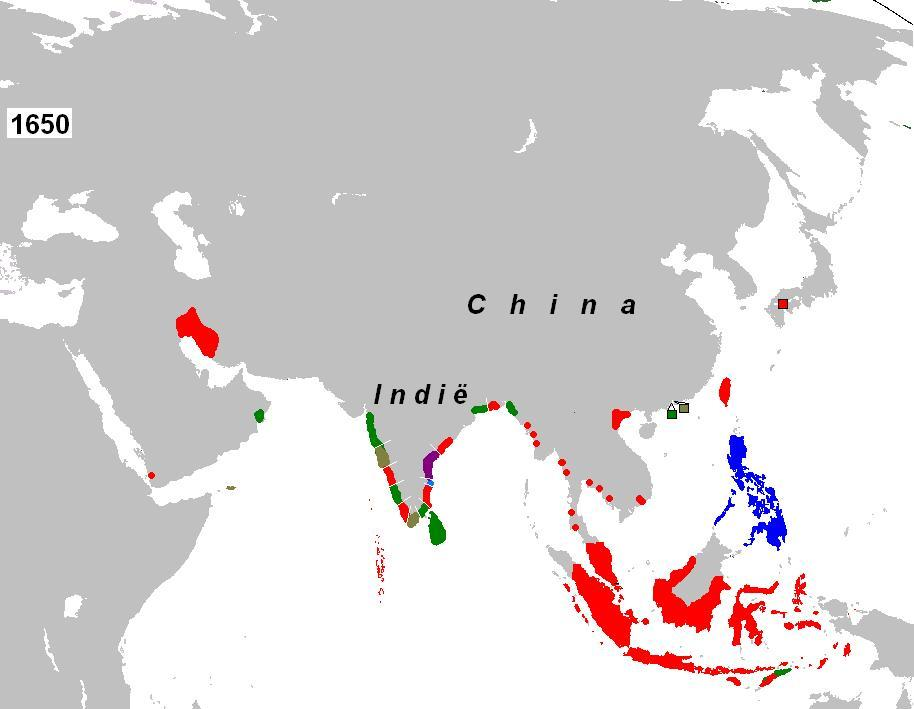
1650
Nederland
Frankrijk
Engeland

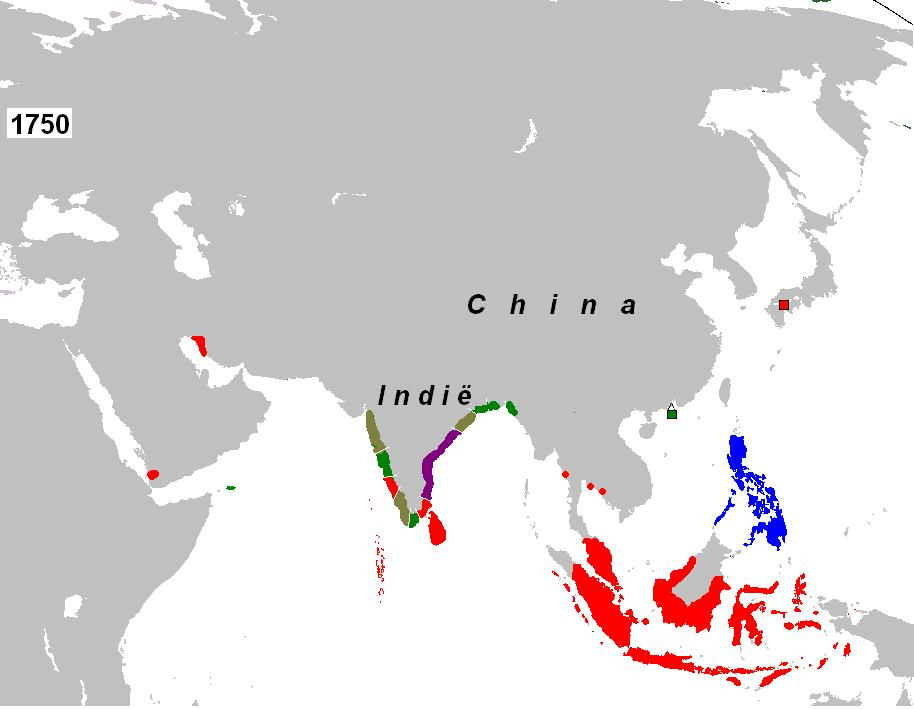
1750

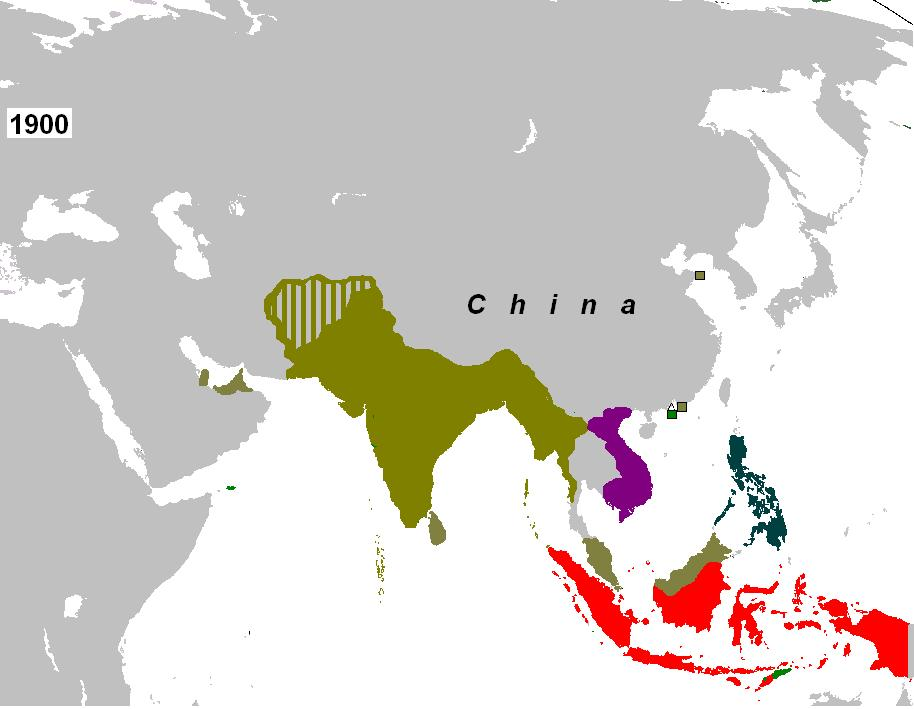
1900

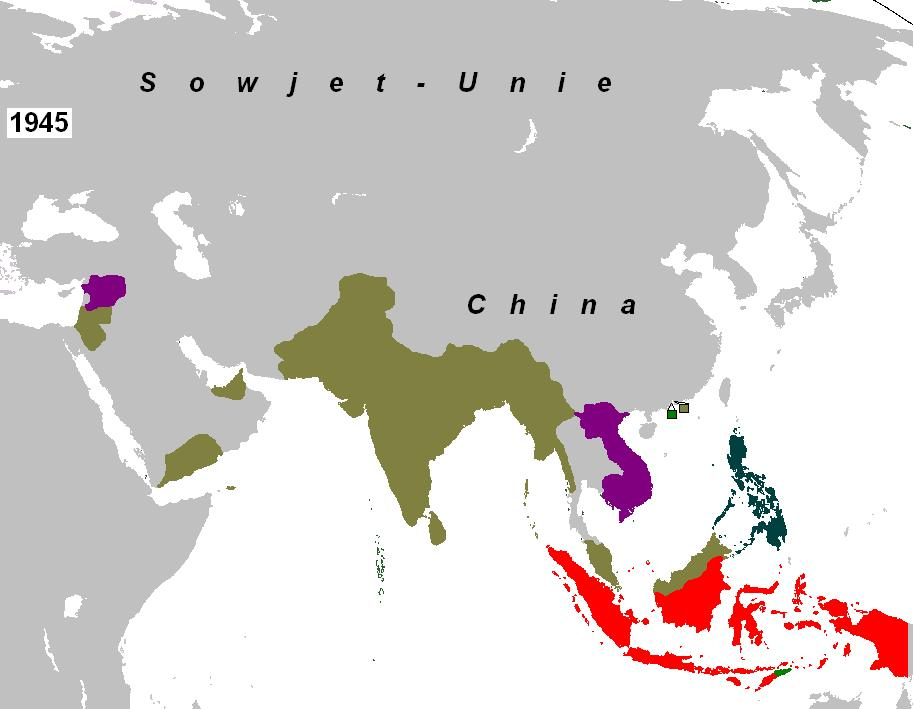
1945

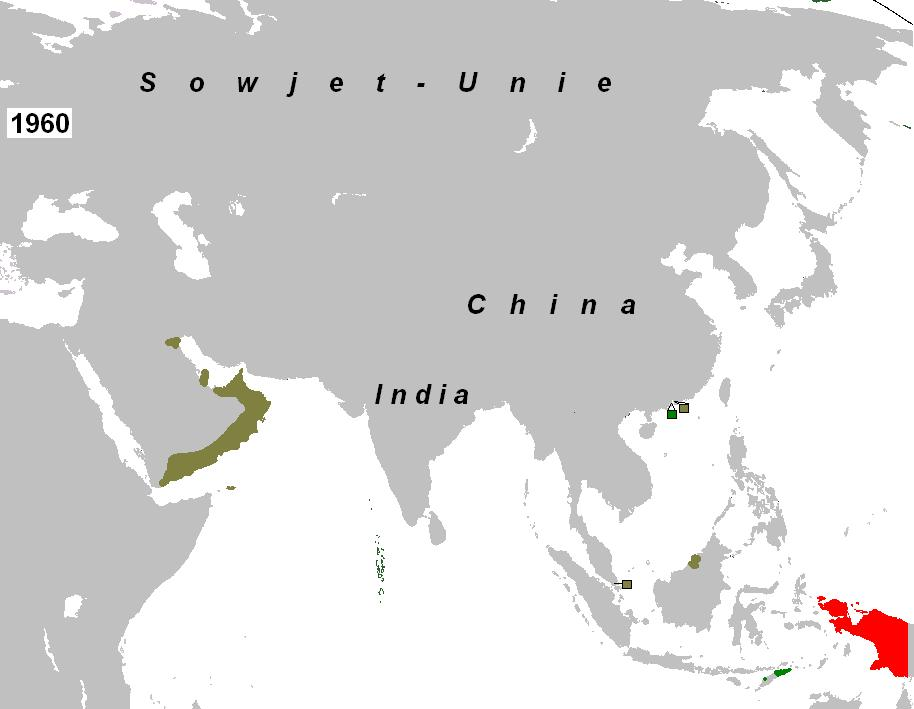
1960

Eeuwenlang (vanaf 1510 tot 1975) was Azië bezaaid met koloniën behorend tot de Europese grootmachten, voornamelijk Engeland, Nederland en Portugal. Vandaag de dag zijn bijna alle koloniën zelfstandig of deel van een Aziatisch land geworden. In 2000 werd de grote stad Macau (Portugal), net als Hongkong (Verenigd Koninkrijk) in 1997, aan China overgedragen.

## Geschiedenis
De kolonisatie van Azië begon toen de Portugezen de route naar Indië hadden gevonden. De Portugezen vestigden zich vanaf 1510 aan de kust van Voor-Indië, aan het Arabisch Schiereiland en in de Indische Archipel, met als belangrijkste posten de Specerij-eilanden. De Filipijnen werden onderdeel van Nieuw-Spanje, Spanje richtte zich verder niet op Azië. Het westelijk halfrond (Amerika) werd door de Spanjaarden ingenomen en het oostelijk halfrond werd aan de Portugezen toegekend bij de verdeling van de wereld tussen Spanje en Portugal. Na 1600 werden de Portugezen grotendeels verdreven door de Nederlanders en nam de Vereenigde Oostindische Compagnie de belangrijkste gebieden over. Een eeuw later werd Engeland met zijn eigen Oostindische compagnie steeds belangrijker. Frankrijk eigende zich gebieden toe in Indochina en zo werd Azië net als later Afrika onder de Europese mogendheden verdeeld. In de Tweede Wereldoorlog of kort daarna maakten de meeste koloniën zich onafhankelijk.

### Portugal
Portugal verwierf over heel Azië handelsposten en grotere koloniën. De handelsroutes naar de Oost waren door de Portugezen ontdekt en liepen na enige tijd naar alle uithoeken van Azië, met als belangrijkste bestemmingen Voor-Indië (Goa) en de Molukken. Het Portugese rijk in Azië viel uit elkaar door de Nederlandse aanvallen op Portugese handelsposten, kolonies en schepen. Toch wist Portugal tot 1975 Oost-Timor te behouden en pas in 2000 werd Macau aan China teruggegeven.

### Spanje
Nadat de wereld in 1494 na bemiddeling door de Paus (lijn van Tordesillas) tussen Portugal en Spanje werd verdeeld richtte Spanje zich vooral op Amerika. In het oosten werden alleen de Filipijnen een Spaanse kolonie.

### Nederland
De Verenigde Oost-Indische Compagnie (VOC) veroverde handelsposten en koloniën verspreid over heel Oost-Azië. De Nederlanders verjoegen de Portugezen en veroverden hun gebieden. De VOC kreeg hierdoor een monopolie op belangrijke handelsproducten. Het Nederlandse koloniale rijk kwam aan het eind van de 17e eeuw onder druk te staan omdat de Engelsen steeds machtiger werden, meer begonnen te handelen en meer koloniën verwierven of veroverden. Nederland bleef tot 1853 als enig westers land welkom om zaken te doen met Japan. Nederlands-Indië bleef door de eeuwen heen als kolonie behouden tot het in 1941 in de Tweede Wereldoorlog door de Japanners werd veroverd. In 1949 werd het na een langdurige onafhankelijkheidsoorlog zelfstandig als Republiek Indonesia. Nederlands laatste kolonie (Nieuw-Guinea) werd echter pas in 1963 aan Indonesië overgedragen.

### Frankrijk
Frankrijk richtte zich in tegenstelling tot Nederland en Engeland vooral op zijn status in Europa zelf. Lange tijd bezat Frankrijk in Azië enkel een paar handelsposten aan de huidige Indiase kust. Later wist Frankrijk een groot stuk in Indochina te bezetten. Dit groeide uit tot een grote kolonie; het huidige Vietnam, Cambodja en Laos. Hierdoor verkreeg Frankrijk ook grote invloed op het zuiden van China.

### Verenigde Staten van Amerika
Na de Spaans-Amerikaanse Oorlog kwamen de Filipijnen in Amerikaanse handen. Amerika verkreeg daaromheen ook nog enkele eilanden om zijn invloedssfeer te vergroten. Na de Tweede Wereldoorlog werd de Filipijnse archipel onafhankelijk.

### Aziatische landen zelf
In tegenstelling tot in Afrika waren er in Azië enkele grote mogendheden die concurrentie waren voor de Europese koloniale machten. Deze staten deden ook aan uitbreiding en kwamen soms in conflict met de Europeanen. China, het Russische en het Ottomaanse rijk deden zelf regelmatig aan gebiedsuitbreiding. Japan viel in de Tweede Wereldoorlog verschillende Europese koloniën aan waaronder Frans-Indochina en Nederlands-Indië. Ook Perzië en Thailand zijn nooit koloniën geweest. In de Europese koloniën bestonden vaak nog sultanaten en koninkrijken met een eigen gezag.